# Leptines de Síria
Leptines de Síria (en grec antic Λεπτίνης) fou un grec sirià, que va assassinar a la ciutat de Laodicea, per pròpia mà, Gneu Octavi, el cap dels diputats romans enviats a supervisar els afers de Síria l'any 162 aC.
Sembla que l'assassinat es va produir amb la connivència de Lísies el ministre principal del rei Antíoc V Eupator, que actuava de regent. Quan Demetri I Soter (161 aC-150 aC) va pujar al tron, per acontentar els romans, va encausar a Leptines que s'enorgullia públicament de l'assassinat. El rei va ordenar que el fessin presoner i l'enviessin a Roma, però el senat romà va refusar el seu lliurament, ja que considerava l'afer una causa publica i no el fet d'un individu, segons diuen Polibi i Appià.